# David Vitter

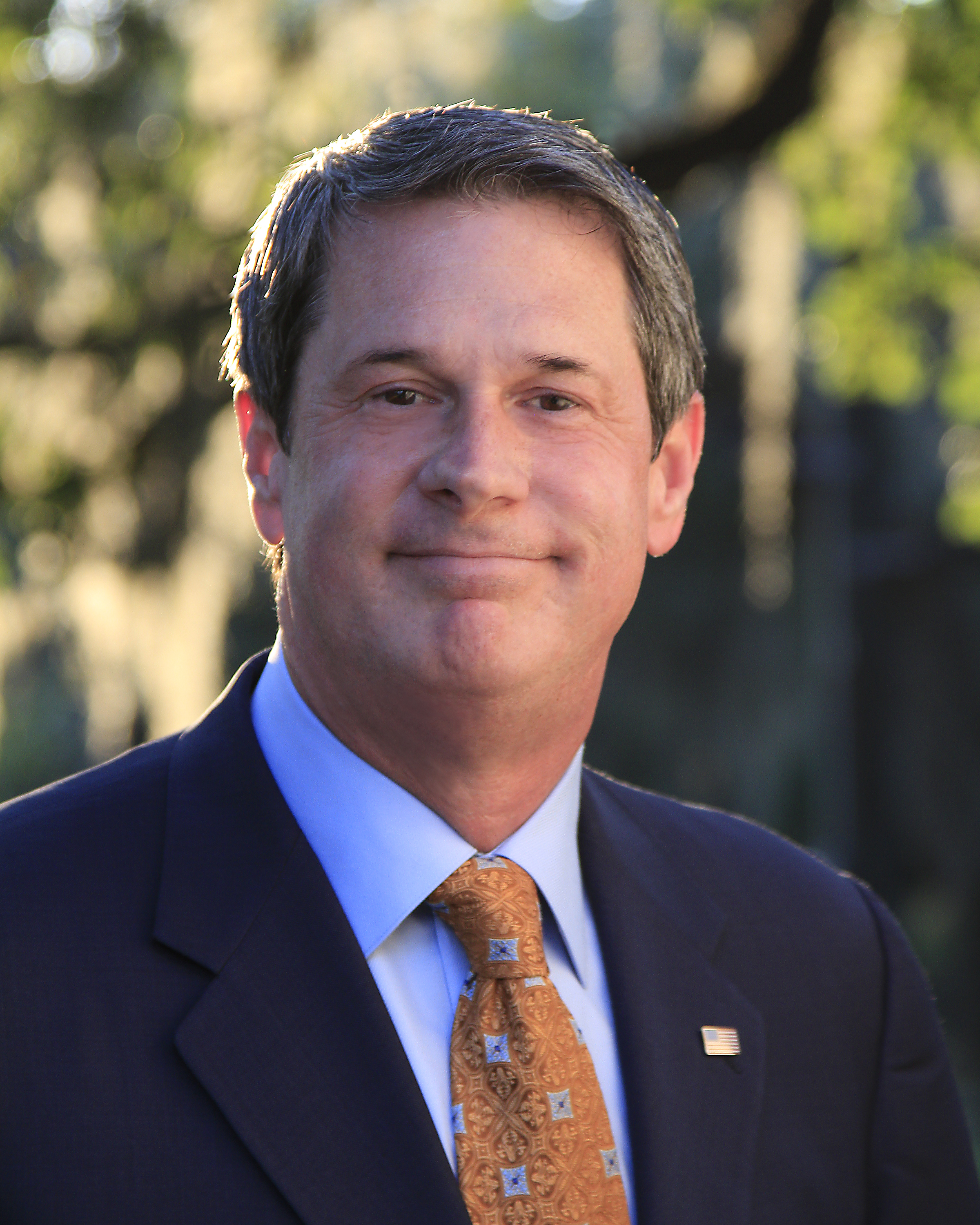
David Vitter (2011)

David Bruce Vitter (* 3. Mai 1961 in New Orleans, Louisiana) ist ein amerikanischer Politiker (Republikanische Partei). Er vertrat den Bundesstaat Louisiana von 2005 bis 2017 im US-Senat und bewarb sich im November 2015 erfolglos um die Nachfolge Bobby Jindals als Gouverneur des Bundesstaates. Er kündigte nach seiner Niederlage an, sich bei der Senatswahl 2016 nicht wieder zu bewerben.

## Laufbahn
Vitter wuchs in New Orleans auf, studierte zunächst an der Harvard University, dann als Rhodes Scholar an der University of Oxford und schließlich Jura an der Tulane University. Nach seinem Studium arbeitete er als Anwalt und war von 1992 bis 1999 Abgeordneter des Repräsentantenhauses von Louisiana.
1999 wurde er Abgeordneter im Repräsentantenhaus der Vereinigten Staaten, wo er den 1. Kongresswahlbezirk seines Staates vertrat, 2005 dann als Nachfolger des nicht mehr kandidierenden Demokraten John Breaux US-Senator. Er hatte sich bei der Wahl 2004 mit 51 Prozent der Stimmen vor dem demokratischen Kongressabgeordneten Chris John durchgesetzt, der 29,3 Prozent erreichte, und war damit der erste Republikaner, der eine Volkswahl zum US-Senator für Louisiana gewann. Im Jahr 2010 wurde er mit 57 Prozent der Wählerstimmen gegen den Kongressabgeordneten Charlie Melancon, wiedergewählt.
Im Jahr 2007 sorgte Vitters Inanspruchnahme von Prostitutionsdiensten während seiner Zeit als Kongressabgeordneter für einen Skandal (siehe Deborah Jeane Palfrey). Im Jahr 2015 wurde die Angelegenheit im Gouverneurswahlkampf wieder aufgegriffen, als eine Frau öffentlich den Vorwurf erhob, Vitter habe mit ihr drei Jahre lang bezahlten Sex gehabt, im Jahr 2000 ein uneheliches Kind gezeugt und sie zu einer Abtreibung gedrängt, was allerdings nicht unabhängig verifiziert worden ist.
Im Januar 2014 kündigte Vitter an, sich um die Nachfolge des wegen Amtszeitbegrenzung nicht mehr antretenden Parteifreunds Bobby Jindal als Gouverneur von Louisiana zu bewerben. Er wurde dank starker Spendeneinnahmen und hoher Bekanntheit lange als Favorit bei der allgemeinen Wahl angesehen. Bei der ersten Runde (einer sogenannten Jungle Primary, in der Kandidaten aller Parteien gemeinsam antreten und die beiden Stimmenstärksten unabhängig ihrer Parteizugehörigkeit in einer zweiten Runde gegeneinander antreten) erhielt er am 24. Oktober 2015 nach dem Demokraten John Bel Edwards (40 Prozent) die zweitmeisten Stimmen mit etwa 23 Prozent, allerdings nur knapp vor dem drittplatzierten Parteifreund Scott Angelle, der eine „Anybody-but-Vitter“-Stimmung für sich zu nutzen wusste. Edwards und Vitter traten in der zweiten Wahlrunde am 21. November 2015 gegeneinander an. Laut Umfragen führte der Demokrat im strukturell konservativen Bundesstaat des Deep South – in dem kein Parteifreund seit den Wahlen 2008 mehr ein staatsweites politisches Amt innehatte und Präsident Obama in Umfragen nur wenig mehr als 30 Prozent Zustimmung zu seiner Amtsführung erhielt – mit deutlichem Vorsprung, was The Atlantic als späte Strafe der Wähler für Vitters früheres als unmoralisch angesehenes Verhalten auffasste. Der Wahlkampf wurde ausgesprochen polemisch geführt mit heftigen Angriffen von beiden Seiten. Vitter unterlag am 21. November 2015 dem Demokraten Edwards mit 44 zu 56 Prozent der Stimmen und kündigte am Wahlabend an, sich bei der kommenden Wahl zum US-Senat im November 2016 nicht wieder für seinen Sitz zu bewerben, da er seine „persönliche Amtszeitbegrenzung“ erreicht habe. Zu seinem Nachfolger im US-Senat wurde dann John Neely Kennedy gewählt. Vitters Mandat endete am 3. Januar 2017.

## Politische Positionen
In seinen politischen Positionen galt Vitter als einer der konservativsten US-Senatoren der Republikaner in fiskal- wie auch in sozialpolitischen Fragen, der als „Agitator“ bei Themen wie Immigration und Gesundheitsversorgung den rechten Rand der Parteibasis bediente. Zugleich sorgte sein vom National Journal als populistisch bezeichneter Kampf gegen Korruption und Selbstbedienungsmentalität der Politiker für Verärgerung unter Parteifreunden und für Allianzen im Gesetzgebungsprozess mit Frontfiguren der linken Senatoren wie Sherrod Brown und Elizabeth Warren. Im Wahlkampf für das Gouverneursamt 2015 mäßigte er seine Positionen und Rhetorik zeitweise.